# Allophylus densiflorus
Allophylus densiflorus är en kinesträdsväxtart som beskrevs av Ludwig Radlkofer. Allophylus densiflorus ingår i släktet Allophylus och familjen kinesträdsväxter. Inga underarter finns listade i Catalogue of Life.